# Vardja, Viljandimaa
Vardja är en ort i Estland. Den ligger i Viiratsi kommun och landskapet Viljandimaa, i den södra delen av landet, 130 km söder om huvudstaden Tallinn. Vardja ligger 78 meter över havet och antalet invånare är 176.
Terrängen runt Vardja är platt. Runt Vardja är det glesbefolkat, med 12 invånare per kvadratkilometer. Närmaste större samhälle är Viljandi, 4,2 km norr om Vardja. I omgivningarna runt Vardja växer i huvudsak blandskog.